# آیوت سنت لاورنس
آیوت سنت لاورنس (به انگلیسی: Ayot St Lawrence) یک روستا و محله مدنی در بریتانیا است که در وولین هاتفیلد واقع شده‌است.